# Щипачов Лівій Степанович
Лівій Степанович Щипачов (нар. 4 серпня 1926, Москва — пом. 21 січня 2001, там же) — радянський юний актор і художник, також відомий головною роллю у фільмі «Тимур і його команда» 1940 року.

## Біографія
Народився 4 серпня 1926 року, син поета Степана Петровича Щипачова. Як і більшість радянських школярів, був прийнятий до дитячої піонерської організації.
У дитинстві зіграв Тимура у фільмі «Тимур і його команда» (1940) і «Клятва Тимура» (1942), однак у подальшому акторською діяльністю не займався.

Успіх фільму — це перш за все успіх героя, який висловив найголовніші соціальні прагнення дітей. І хоча в екранному втіленні образу можна відзначити скутість гри виконавця (Л. Щипачов), це не змогло, як довів час, знизити «заразливість» характеру героя.
— История советского кино: 1917-1967: в четырех томах, 1969 год
У 1941 році планувалися зйомки фільму «Клятва Тимура», але німецько-радянська війна порушила плани, і кіногрупа з дітьми була евакуйована до Уфи.
У 1950 році після війни закінчив Московський художній інститут імені В. І. Сурикова по класу живопису (учень В. Єфанова).
Учасник художніх виставок з 1950 року. Член Спілки художників СРСР (1956).
Репродукція картини «Син» вийшла листівкою видавництва ИЗОГИЗ 1955 року накладом 35 000 примірників. У 1958 році картина «Про мрії наших батьків» була представлена на Виставці молодих художників, В. Андрєєв в журналі «Зміна» так писав про неї: «Довго стоїть глядач біля картини… В картині немає нічого зайвого, тут всьому віриш, все хвилює».
Експонувався на виставках: «Радянська Росія» (1960), Всесоюзна художня виставка (1961 рік, кольорова репродукція його картини «Російська берізка на Місяці» була вміщена в журналі «Огонек» 1962 року), Виставці «Москва — столиця нашої Батьківщини» (1964, репродукція картини «Перший політ» вміщена в журналі «Огонек»). Також, в журналі «Огонек» публікувалися репродукції його картин «Ранок. Конячки» (1982), «Весна» (1983).
Кілька картин присвятив М. Ю. Лермонтову: перша «Лермонтов в Тамані» зберігається в Тарханах, другу художник знищив, третя в приватному зібранні, і остання — «Перед дуеллю».
Йому належать такі праці, як «Лермонтов на Кавказі», «Тамань», «Христос» і «Тридцять срібняків». Його роботи представлені в ряді музеїв, у тому числі в Третьяковській галереї.
Цікавився античною нумізматикою, виступав з лекціями на цю тему.
Помер на 74-му році життя 21 січня 2001 року в Москві. Похований на Хованському кладовищі (Західна територія, дільниця 524Н).

## Спогади і мемуари
У 1984 році взяв участь у документальному фільмі «Фільм незвичайної долі» режисера Є. Андриканіса, ЦСДФ, про зйомки фільму «Тимур і його команда».
Автор спогадів:
- Щипачёв Л. Это память моего детства: воспоминания об А. П. Гайдаре // Детская литература. — 1977. — № 2. — С.75-76
- Щипачёв Л. Мальчики из киногруппы // Газета «Республика Башкортостан» № 89-90 за 8 мая 2010

## Цікавий факт
Скульптор Дмитро Тугаринов створив скульптурний портрет «Лівій Щипачов — останній піонер», причому приводом став випадок, коли Лівій Щипачов, при відсутності грошей, дав продавчині за пляшку горілки колекційні динарії.